# Кралица на нощта
Кралица на нощта (на турски: Gecenin Kraliçesi) е турски драматичен телевизионен сериал, продуциран от O3 Media и излъчен по Star TV през 2016 г. Главните роли са изиграни от Мерием Узерли и Мурат Йълдъръм. Сериалът завършва с общо 15 епизода. Името на сериала е вдъхновено от цветето кралицата на нощта, чийто цвят преживява само една нощ и увяхва на сутринта.

## Сюжет
Картал е сирак, отгледан от Азис, човекът, който е убил баща му. Картал се жени за дъщерята на Азис Есра, но се влюбва в Селин. Картал се отказва от Селин, защото е принуден от съпругата и тъста си.

## Актьорски състав
| Актьор              | Герой              |
| ------------------- | ------------------ |
| Мурат Йълдъръм      | Картал Сакаллъоглу |
| Мерием Узерли       | Селин              |
| Уур Полат           | Азиз               |
| Селим Байрактар     | Хакан              |
| Фунда Ерийт         | Есра               |
| Реха Йозджан        | Осман              |
| Седа Акман          | Хюма               |
| Бурак Дениз         | Мерт               |
| Гозде Кансу         | Зерин              |
| Сибел Касаполу      | Йешим              |
| Деря Бешерлер       | Елиф               |
| Дениз Челилолу      | Емре               |
| Бурак Демир         | Октай              |
| Йомюр Арпаджъ       | Садък Булут        |
| Нихан Бююкагач      | Емине Булут        |
| Емре Йетим          | Мустафа            |
| Азиз Изет Бичичи    | Невзат             |
| Первин Юналп        | Фатма              |
| Ерен Динлер         | Дженгиз            |
| Рейхан Нур Чалъколу | Саадет             |

## Излъчване
| Сезон | Ден и час на излъчване | Начало на сезона  | Край на сезона   | Брой епизоди | Общо епизоди | ТВ сезон | ТВ канал |
| ----- | ---------------------- | ----------------- | ---------------- | ------------ | ------------ | -------- | -------- |
| 1     | вторник, 20:00 ч.      | 12 януари 2016 г. | 19 април 2016 г. | 15           | 15           | 2016 г.  | Star TV  |

## В България
В България сериалът започва на 8 февруари 2024 г. по Timeless Dizi Channel (TDC), излъчва се всеки делник от 21:30 ч. и завършва на 16 април. Ролите се озвучават от Даниела Йорданова, Василка Сугарева, Виктор Танев, Георги Стоянов и Иван Танев.